# Montgomery (Minnesota)
Montgomery é uma cidade localizada no estado americano de Minnesota, no Condado de Le Sueur.

## Demografia
Segundo o censo americano de 2000, a sua população era de 2794 habitantes.
Em 2006, foi estimada uma população de 3256, um aumento de 462 (16.5%).

## Geografia
De acordo com o United States Census Bureau tem uma área de
4,0 km², dos quais 4,0 km² cobertos por terra e 0,0 km² cobertos por água. Montgomery localiza-se a aproximadamente 326 m acima do nível do mar.

## Localidades na vizinhança
O diagrama seguinte representa as localidades num raio de 16 km ao redor de Montgomery.